# 駿斎連馬
駿斎 連馬（しゅんさい れんば、生没年不詳）とは、江戸時代の浮世絵師。

## 来歴
光記念館所蔵（那須ロイヤル美術館〈小針コレクション〉旧蔵）の「ほととぎすと遊女」（絹本着色）に「駿齋連馬画」の落款と「馬」の花押があり、この絵の作者として知られる。その画号から蹄斎北馬の門人とされ、文化から文政にかけての頃の人物といわれているが、俗名や経歴については不明である。